# Operational Support Systems
Gli Operational Support System o Operations Support System (acronimo OSS) (Sistemi per il supporto alle operazioni) sono tutti quei sistemi che vengono utilizzati dalle aziende fornitrici di servizi di comunicazione, per il funzionamento delle reti.
Nei tempi passati, le attività OSS erano svolte principalmente da operatori che si scambiavano materiale cartaceo. Successivamente al 1985 si introdussero sistemi informatici (o applicazioni software) che automatizzarono gran parte di queste attività. Ad ogni modo questi sistemi erano isolati tra di loro (si parla spesso di Silos applicativi, ossia di applicazioni verticali che non hanno modo di comunicare tra di esse).
Ad esempio, si consideri il caso di un cliente che richiede l'attivazione di una nuova linea telefonica. Il sistema di ordinazione raccoglie i dati dell'utente e della sua richiesta, ma non è in grado di configurare la rete per la realizzazione del servizio. Questa operazione veniva svolta manualmente da un operatore umano che trascriveva le informazioni da un sistema all'altro, con l'inefficienza che ne conseguiva. Negli ultimi anni ci si è dunque focalizzati sulla creazione di interfacce automatizzate tra le applicazioni OSS. A grandi linee si può affermare che l'integrazione tra i sistemi OSS in maniera economica e semplice rimane l'obbiettivo fondamentale delle grandi aziende di telecomunicazione.

## Una breve cronistoria delle architetture OSS
Una gran parte delle attività svolte sugli OSS si sono concentrate sulla definizione della sua architettura. Semplificando ci sono 4 elementi chiave in un sistema OSS:
- Processi
  - le sequenze di eventi
- Dati
  - le informazioni su cui si opera
- Applicazioni
  - le componenti che implementano i processi che gestiscono i dati
- Tecnologia
  - il modo in cui si implementano le applicazioni.

I primi tentativi di definizione dell'architettura dei sistemi OSS fu fatto dall'ITU-T con il modello Telecommunications Management Network (TMN), che definiva una struttura a 4 livelli per tutti i sistemi OSS:
- Business Management Level (BML)
- Service Management Level (SML)
- Network Management Level (NML)
- Element Management Level (EML)

(Nota: spesso viene menzionato un quinto livello relativo agli elementi di rete stessi, ma gli standard fanno riferimento a soli 4 livelli).
Il concetto di "Network management" fu ulteriormente definito dall'ISO usando il modello FCAPS (Fault, Configuration, Accounting, Performance and Security). Questo modello fu adottato dall'ITU-T TMN come il modello funzionale per la definizione della serie di TMN standards M.3000 - M.3599. Benché il modello FCAPS fosse stato originariamente concepito per le reti delle società del settore IT, è stato successivamente adottato ed utilizzato nelle reti pubbliche esercite dalle società di telecomunicazione aderenti agli standard ITU-T TMN.
La fase più recente del lavoro sull'architettura OSS è arrivata con il programma NGOSS del TM Forum, che venne istituito nel 2000. Tale programma stabilì un insieme di principi che un'integrazione OSS doveva adottare, assieme ad un insieme di modelli che fornivano degli approcci standardizzati. I modelli comprendono un modello informativo (lo Shared Information/Data model, o SID), un modello di processo (il Telecom Operation Map, o eTOM) e un modello del ciclo di vita. Il TMF descrive NGOSS come un'architettura che è:
- "loosely coupled"
- distribuita
- basata sui componenti

assieme ai componenti applicativi funzionanti sui quali può girare un business di Communications Service Provider.
- I componenti interagiscono attraverso un bus di informazioni comune
- I componenti possono essere programmati attraverso l'uso di uno strumento di gestione dei processi per controllare i processi di business del fornitore dei servizi, usando le funzionalità messe a disposizione dai componenti.

Il lavoro fin qui svolto dal TMF è stato principalmente neutro dal punto di vista tecnologico, il che implica che rimane un considerevole lavoro da fare per creare un'implementazione OSS funzionante partendo dai principi NGOSS. Comunque, esistono diverse implementazioni standardizzate e specifiche di NGOSS, delle quali la OSS through Java initiative (OSS/J) è un esempio.